# 疟疾地图计划
疟疾地图计划（The Malaria Atlas Project，简称MAP）为由英国惠康基金会支持的非营利计划。计划由肯尼亚内罗毕地理医学中心的疟疾公卫流行病学組（Malaria Public Health and Epidemiology Group, Centre for Geographic Medicine, Nairobi, Kenya）与英国牛津大学空间环境流行病学組（Spatial Ecology and Epidemiology Group, University of Oxford, UK）合作，在美洲与亚太地区也有合作据点。
該計畫的主要目標是詳細畫出全球瘧疾（惡性瘧與間日瘧）分布的界限，並在瘧疾分布區域中提供疾病盛行的資訊。此信息自1960年代之后即未有人尝试整理，在许多地区，只能以旧资料作为依据。因此，此計畫之瘧疾地圖希望能描述、模擬並預測患有瘧疾及有高風險的危險人群，以提供更新且可靠的資料，以評估當前與未來的瘧疾趨勢。
疟疾地图的前期计划包括资料的搜寻与取得，将于2008年底告一段落。这是史上最大的疟疾资料库，其资料来源也都在计划中描述。此计划意于将虐疾带虫率（Parasite rate，簡稱PR）的资料经授权发布于大众。第一批完整资料计于2009年6月发布，并期待更完整的全球性资料，使此流行病地图能经过测试与检阅。
近来疟疾地图计划发布了恶性疟的最新全球疟疾地图供大众使用，并将地区区分为无危险(no risk)，不稳定危险(unstable risk)与稳定危险(stable risk)。同时也发表学术论文以详细描述地图资料来源与引用方法。

## 恶性疟原虫地图

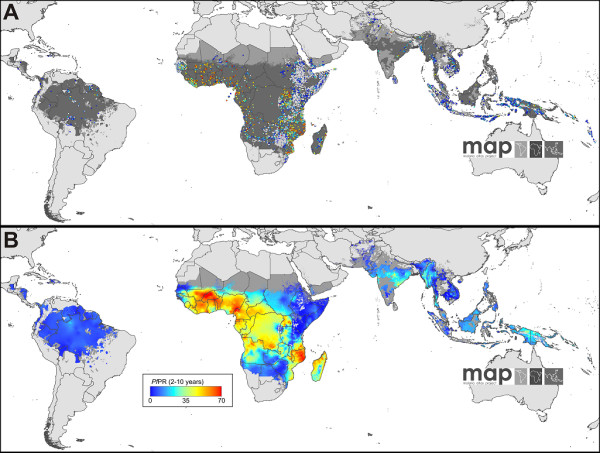
新的恶性疟原虫流行的疟疾世界地图-于2010-1475-2875-10-378-2。

自2000年以来，对疟疾有协调一致的运动，导致前所未有的水平的干预覆盖整个撒哈拉以南非洲。了解这种控制效果的作用是至关重要的，以便为将来的控制规划。

## 间日疟地图

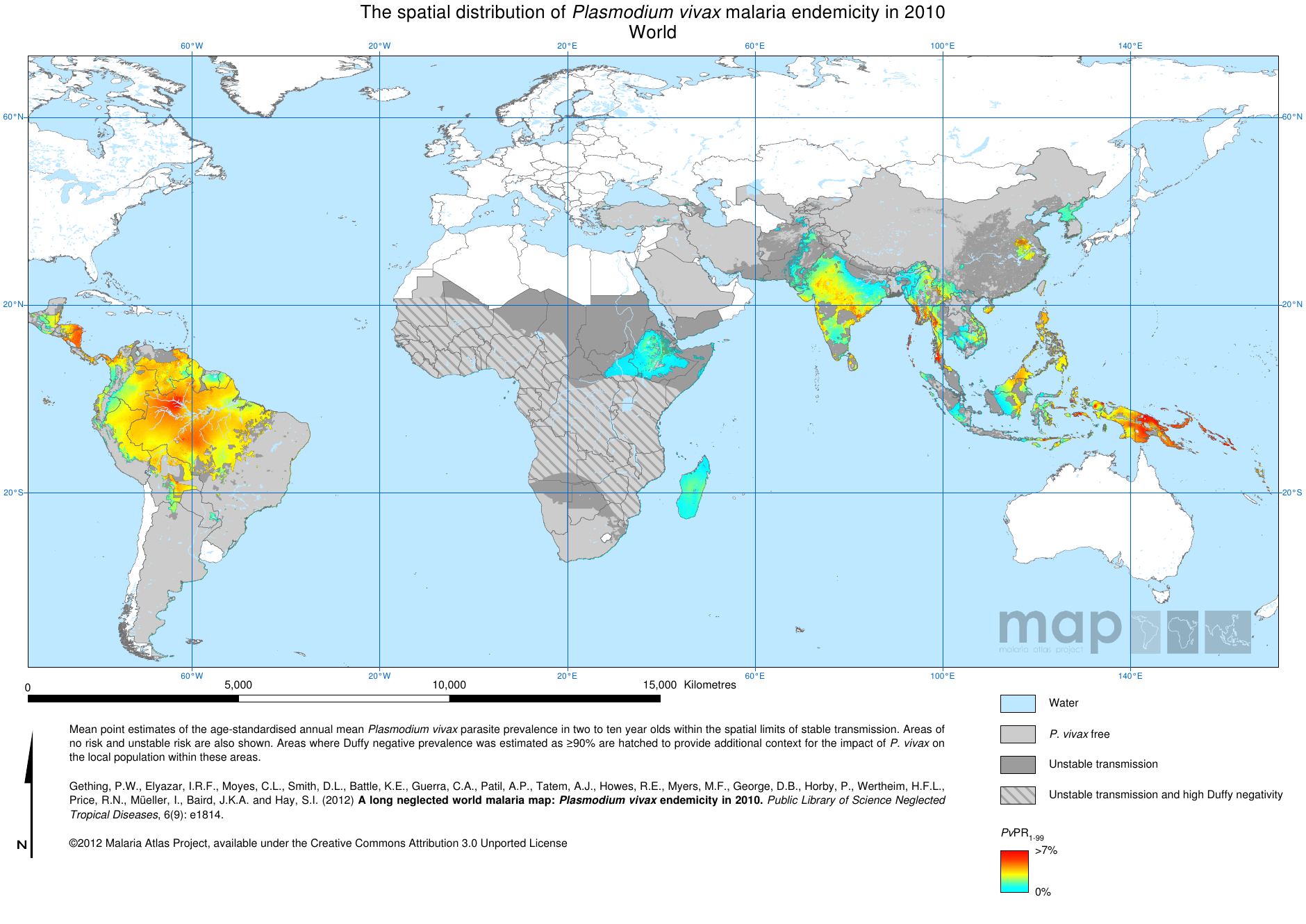
间日疟流行地图，2010年全球范围内的空间分布。

2012年，疟疾地图计划发布的全球第一个间日疟疟原虫流行程度的地图 

## 外部連結
- 官方網頁